# كريغ ستانسبيري
كريغ ستانسبيري (بالإنجليزية: Craig Stansberry)‏ مواليد 8 مارس 1982 في الدمام، السعودية. هو لاعب كرة قاعدة في دوري كرة القاعدة الرئيسي مع فريق تورونتو بلو جايز. أصبح ستانسبيري أول شخص من مواليد السعودية يلعب في دوري كرة القاعدة الرئيسي، تبعه لاحقا أليكس ويلسون في عام 2013.

## السيرة الذاتية
درس ستانسبيري بلانو في مدرسة بلانو الثانوية في ولاية تكساس وذهب للعب سنة واحدة في جامعة رايس.

## روابط خارجية
- كريغ ستانسبيري على موقع دوري كرة القاعدة الرئيسي (الإنجليزية)
- كريغ ستانسبيري على موقعبيزبول رفرنس.كوم (الدوري الرئيسي) (الإنجليزية)
- كريغ ستانسبيري على موقعبيزبول رفرنس.كوم (الدوري الثانوي) (الإنجليزية)
- كريغ ستانسبيري على موقع مشجعي الرسوم البيانية (الإنجليزية)